# Adoretus hybogeneius
Adoretus hybogeneius är en skalbaggsart som beskrevs av Ohaus 1930. Adoretus hybogeneius ingår i släktet Adoretus och familjen Rutelidae. Utöver nominatformen finns också underarten A. h. obokanus.